# Johan Dahnberg
Johan Dahnberg, född 18 juni 1965 i Falkenberg, är en svensk före detta musiker.
I sin ungdom startade och medverkade Dahnberg i flera band. Bland annat medverkade han som sångare  i "The Grand Trick" under perioden 2005–2006, 1994-98 i The Original Pony samt från1999 i synth-soulbandet SoulKing.
Dahnberg uppmärksammades 2014 i media i samband med ett försök att återskapa Sveriges VM-match mot Västtyskland 1974 som ett konstprojekt.
Johan Dahnberg är verksam som intendent på Hallands konstmuseum samt som kulturarvssamordnare på Hallands Kulturhistoriska museum.